# 카포에이라

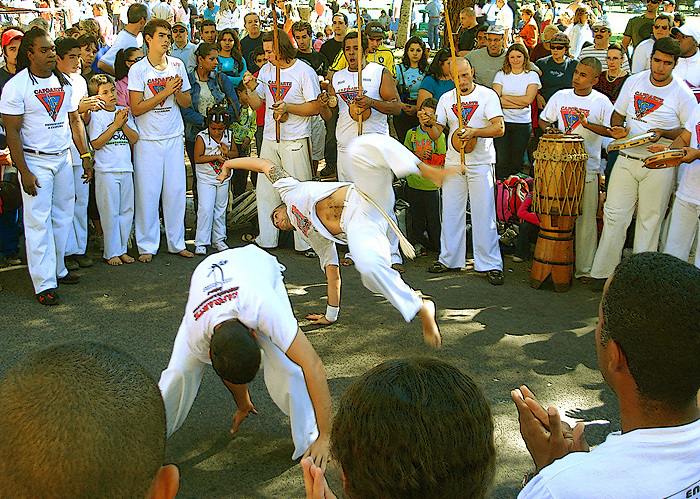
호다 지 까뽀에라.

카포에이라(Capoeira) 또는 카포에이라젬 무술, 춤, 음악을 혼합한 아프리카-브라질 문화적 표현 이자 스포츠이며, 아프리카 노예 (아프리카 노예)의 후손이 브라질 에서 개발했다. 이들은 아마도 16세기 말에 Quilombo dos Palmares (현재의 Alagoas 주)에서 이전 까삐따니아(Capitania:옛날 포르투갈 식민지의 행정구) 페르남부쿠(Pernambuco)에서 1세기 이상 저항한 것으로 추정된다.
주로 발차기와 쓸어넘기기는 물론 박치기, 무릎, 팔꿈치, 지상 또는 공중곡예를 사용하는 민첩하고 복잡한 공격과 움직임이 특징이다. 카포에이라는 다른 무술과 차별화되는 특징 중 하나는 음악성이다. 여기서 수련자인 카포에리스타들은 싸우고 경기를 하는 것뿐만 아니라 전통 악기를 연주하고 노래를 부르는 것을 배우게 된다. 음악성을 무시하는 사람은 스포츠맨십이 없는 불완전한 선수로 간주된다.
카포에이라의 로다(Capoeira Roda)는 2008년에 브라질 문화유산연구소(IPHAN)에 의해 문화재로 등록되었다. 이 등록은 바이아주(Bahia), 페른부쿠주(Pernambuco), 리우데자네이루(Rio de Janeiro)주에서 실시된 조사를 기반으로 하였다. 그리고 2014년 11월 유네스코 로부터 인류무형문화유산으로 등재되었다.
현재 카포에이라는 크게 두 가지 흐름으로 나뉜다. 하나는 "앙골라"(Banto Ngolo에서 유래)로, 이는 더 낮은 움직임을 특징으로 하며, 주요 대표자로는 마에스트로 파스찌냐(Mestre Pastinha)가 있다. 다른 하나는 "리지오날"(초기에는 바이아 레지오날 루타, Luta Regional Baiana,로 불렸다)로, 더 많은 공중이동이 있고, 주요 대표자로는 마에스트로 빔바(Mestre Bimba)가 있다. 후자는 1937년 브라질 최초의 카포에라 아카데미/학교가 설립된 도시인 살바도르 에서 만들어졌다.

## 어원
어휘학자 안토니오 제랄두 다 쿤야는 "capoeira"라는 용어의 가능한 기원으로 1583년 이전에 사용되었던 동음어인 카포에이라(capoeira)를 지목한다. 이는 닭장수, 노예 제도가 폐지되기 전에는 노예들이 손질한 닭과 다른 가금류를 시장이나 집집마다 판매하기 위해 운반했던 바구니를 모두 의미한다. 노예 제도가 폐지되기 전에는 노예 들이 수행했다. 앙골라 에서 브라질로 끌려간 반투 노예들은 여전히 식민지 시대 에 있었던 특징적인 유형의 육체적 싸움을 가져왔는데, 그들은 행동의 우아함과 아름다움으로 인해 조수들의 관심을 끌었다. 이 용어는 또한 1824년 초에 기록되어 부랑자, 악당 또는 악인을 의미하며 경멸적으로 사용되었으며, 이러한 유형의 싸움에 능숙한 개인에게 부여되는 특성이었다. 카포에이라(capoeira) 라는 용어는 "거세하다"를 의미하는 저속 라틴어 cappare 에서 파생되었으며, 이차적으로 cappõ-õnis에서 파생되었다.

## 역사

### 기원
16세기부터 포르투갈은 주로 서아프리카 에서 노예를 브라질로 보내기 시작했다. 브라질에서 가장 많이 팔린 사람들은 현재 앙골라 와 콩고에 위치한 영토 출신인 요루바(Yoruba), 제제(Jeje), 하우사(Hausa) 종족과 반투(Bantu) 종족(콩고, 킴분두(Kimbundu), 카산제(Kasanje) 포함) 종족이었다.
17세기에는 현재 아프리카 남부의 현재 앙골라 지역의 유목민들이 'n'golo'(킴분두어 로 "얼룩말"을 뜻함)라는 의식을 통해 청년들이 성인이 되는 것을 축하하는 풍습이 있었다. 의식이 진행되는 동안 남자들은 아타바크 연주로 활기 넘치는 싸움을 벌였으며, 상대의 머리에 발을 대면 승자가 되었다. 승자는 비용을 지불하지 않아도 성인이 된 젊은 여성을 신부로 선택할 권리가 있었다. 포르투갈인의 도착과 아프리카 민족의 노예화와 함께 이러한 투쟁은 브라질에서 시작되었다.
카포에이라는 브라질 식민지 시대에 흑인 인종의 자유에 대한 욕망과 적대적인 지배자로부터 자신을 보호할 필요성의 표현이 문화적 융합으로 나타났다. 이들은 대부분 비무장 상태였으며 자신의 몸을 전투 수단으로 사용했고, 동시에 아프리카 문화에서 보여주는 춤, 노래, 동작을 활용했다.

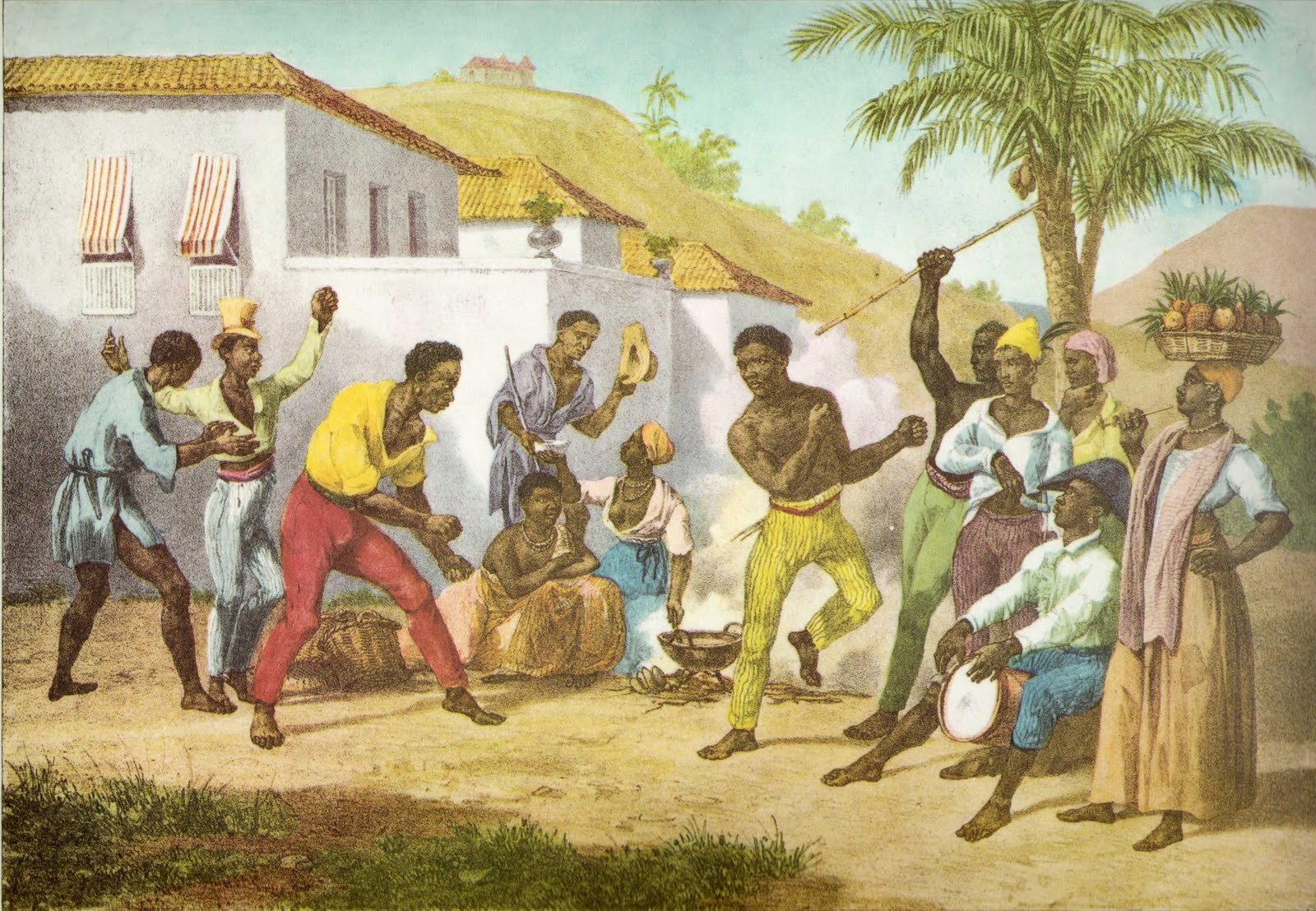
일"카포에라 연주" 또는 댄스 드 라 게르 (Danse de la Guerre), 요한 모리츠 루겐다스(Johann Moritz Rugendas), 1835년

#### 카포에라의 기원에 대한 논쟁
카포에이라의 역사에 대한 학자들 간에는 여전히 논쟁이 이어지고 있으며, 특히 카포에이라가 처음 발생한 시기부터 19세기 초에 처음으로 등장하는 신뢰할 수 있는 기록에 관한 부분에서 논쟁이 있다.

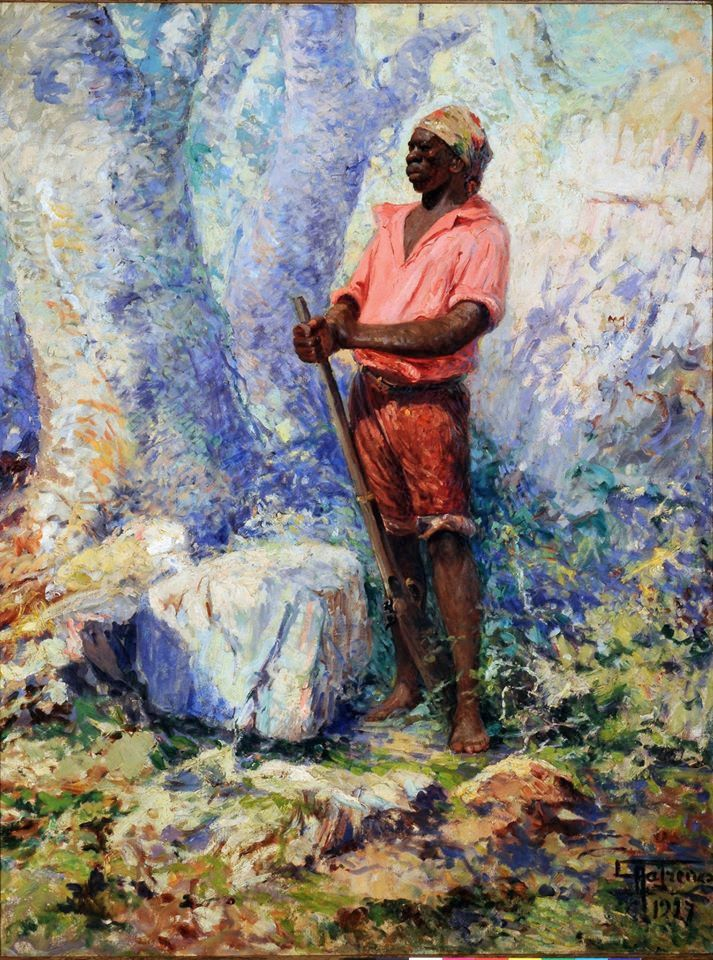
quilombola 지도자 Zumbi dos Palmares. 카포에이라 기술은 Quilombo dos Palmares가 Pernambuco 대위 의 군대를 상대로 사용했다.

카포에이라의 기원은 치열한 논쟁의 대상이며, 카포에이라가 아프리카에서 비롯되었는지 브라질에서 탄생했는지에 대한 다양한 이론이 존재한다. 어떤 사람들은 카포에라가 이미 앙골라에서 의식적 춤의 한 형태로 존재했고, 노예 무역 중에 브라질로 전해졌을 것이라고 생각한다. 다른 이들은 카포에이라가 16세기 말에 현재의 알라고스주에 위치한 페르남부쿠 주지역의 Quilombo dos Palmares(팔라메스 퀸봉)에서 발생했다고 주장한다. 이 지역은 당시 페르남부쿠 주로 알려진 Captaincy(캡타니아)의 일부였다.

### 킬롬보스에서는
얼마 지나지 않아 도망자 노예 집단이 킬롬보스(quilombos) 라고 알려진 식민지의 외딴 지역에 정착지를 세우기 시작했다. 처음에는 단순한 정착지였던 일부 킬롬보는 더 많은 도망자 노예, 원주민, 심지어 법이나 가톨릭 종교의 억압을 피해 유럽인을 끌어들이면서 진정한 독립 다민족 국가가 될 때까지 발전했다. 킬롬보에서의 생활은 식민지 억압으로 인해 잃어버린 문화를 구할 수 있는 자유와 기회를 제공했다. 포르투갈의 침략으로 끊임없이 위협을 받는 다양한 민족으로 구성된 이러한 유형의 공동체에서 카포에이라는 개인의 생존을 위한 도구에서 군사적 범위를 갖춘 무술로 발전했다.
킬롬보 중 가장 큰 종족인 킬롬보 도스 팔마레스(Quilombo dos Palmares)는 100년 이상 식민지 군대의 공격에 저항했다. 그들은 식민지 군대가 사용하는 것보다 군사 물자가 훨씬 적고 일반적으로 적은 수로 싸웠음에도 불구하고 부시 대장이 지휘하는 최대 3,000명으로 구성된 그룹의 공격을 최소 24회 저항했다. 킬롬볼라족을 물리치기 위해서는 식민지 정부 군대가 18번의 대대적인 공격을 가해야 했다. 포르투갈 군인들은 킬롬볼라를 포획하는 데 한 마리 이상의 용(군대)이 필요하다고 보고했는데, 이는 그들이 이상한 흔들기와 전투 기술로 자신을 방어했기 때문이다. 페르남부코(Pernambuco)의 총독은 네덜란드 침략자들보다 킬롬볼라족을 물리치는 것이 더 어렵다고 선언했다.

### 도시화
1808영 나폴레옹 군대의 포르투갈 침공으로 인해 당시 왕자 섭정인 돔 주앙 6세(Dom João VI) 와 포르투갈 왕실 전체가 브라질로 이전되면서 식민지는 단순한 1차 생산물의 공급원이 아닌 하나의 국가로 발전하기 시작했다. 이후 우방국에 항구가 개방되면서 포르투갈의 식민지 무역 독점은 끝났다. 도시의 중요성이 커졌고 브라질인들은 마침내 유리와 같은 이전에 수입된 제품을 브라질에서 제조할 수 있는 허가를 받았다.
이미 18세기부터 살바도르, 리우데자네이루, 헤시피 등의 도시에서 카포에이라를 실행했다는 기록이 있지만, 브라질 도시의 도시 노예 수와 사회 생활의 급격한 증가로 인해 카포에이라의 보급이 더 쉬워지고 더 쉽게 퍼졌다. 리우데자네이루 에서 카포에리스타의 도전적인 행동은 정부가 1821년 10월 31일과 같은 조례를 통해 카포에이라 관행을 탄압하기 위해 가혹한 체벌과 기타 조치를 확립할 정도였다.